# 1833 en France
Chronologie de la France
- 1829
- 1830
- 1831
- 1832
- 1833
- 1834
- 1835
- 1836
- 1837

Cette page concerne l'année 1833 du calendrier grégorien.

## Événements

### Janvier
- 1er janvier : Adolphe Thiers devient ministre de l'Agriculture et du Commerce (fin le 3 avril 1834)[1]. Il transforme le bureau de Statistique de son Ministère en bureau de statistique générale dirigé par Alexandre Moreau de Jonnès[2].
- 5-20 janvier : voyage officiel de Louis-Philippe Ier dans le Nord de la France à Compiègne, Saint-Quentin, Maubeuge, Valenciennes, Lille, Douai, Arras et Péronne[3].
- 7 janvier : Lamartine est élu député de Bergues[4].

- Fruit de leur enquête américaine, Tocqueville et Beaumont publient Du système pénitentiaire aux États-Unis et de son application en France chez l'éditeur parisien H. Fournier jeune[5]. En 1841, Tocqueville affirmera dans une lettre que le premier ouvrage que nous ayons publié en commun M. de Beaumont et moi sur les prisons d'Amérique, a eu pour rédacteur unique M. de Beaumont. Je n'ai fourni que mes observations et quelques notes » (Lettre à R-A. Mignet). Il semble néanmoins avoir rédigé lui-même les notes et études statistiques de l'ouvrage qui reçoit le prix Montyon, décerné par l'Académie française aux ouvrages les plus utiles aux mœurs.

### Février

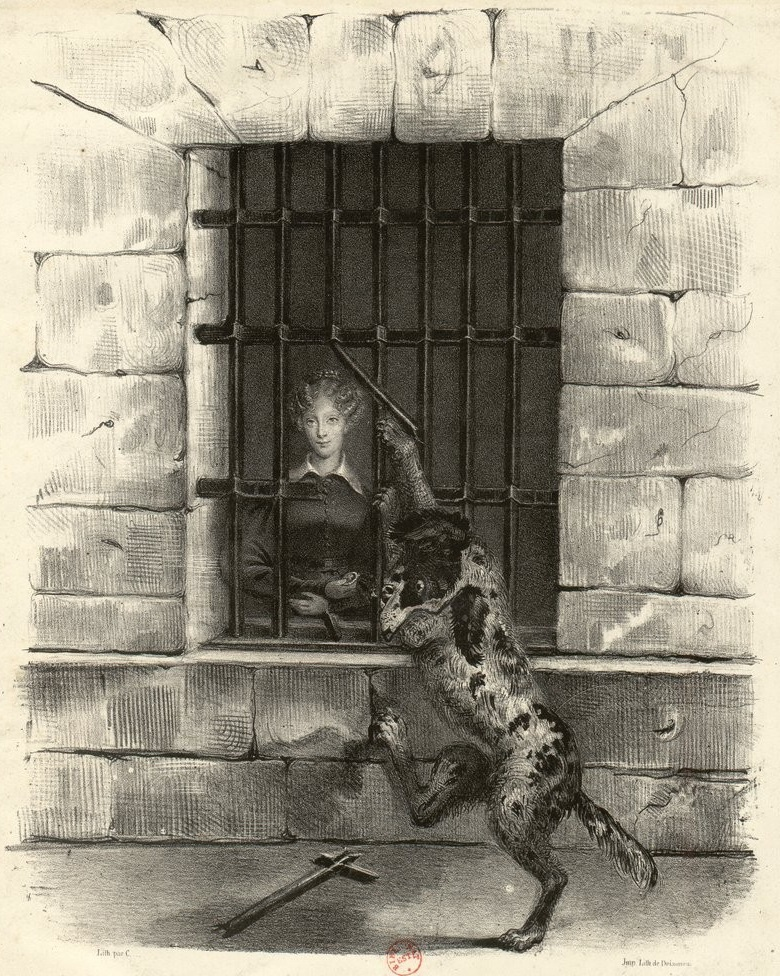
Dédié à Mr. de Chateaubriand [à propos de la captivité de la duchesse de Berry]. Lithographie par Carrière d'après Geoffroy, imp. Delaunois, à Paris, chez A. Boblet, 1833.

- 2 février : succès retentissant lors de la première de Lucrèce Borgia, drame romantique de Victor Hugo au Théâtre de la Porte-Saint-Martin[6].
- 27 février : Chateaubriand comparait devant la Cour d'assises de la Seine à la suite de la publication du Mémoire sur la captivité de Madame la duchesse de Berry[7] ; il est acquitté[8].

### Mars
- 7 mars : Pierre-François Tissot est élu à l'Académie française en remplacement de Bon-Joseph Dacier ; il est reçu le 9 août suivant[9].
- 9 mars : Tocqueville plaide aux assises de Montbrison pour défendre son ami légitimiste Louis de Kergorlay, impliqué dans le complot de la duchesse de Berry qui visait au rétablissement sur le trône du petit-fils de Charles X, Henri duc de Bordeaux, dernier prétendant de la branche aîné des Bourbons sous le nom de comte de Chambord. Louis de Kergorlay est acquitté[10].
- 23 mars : le général Sébastiani entre au gouvernement comme ministre sans portefeuille pour superviser plus particulièrement les affaires d’Orient[3].

### Avril
- 23 avril : fondation à Paris de la Société de Saint-Vincent-de-Paul.
- 24 avril : lois relatives au statut des anciennes colonies de la Martinique, de la Guadeloupe, de l’île Bourbon et de la Guyane  (Loi sur le régime législatif et loi sur l'exercice des droits civils et politiques dans les colonies)[11].
- 25 avril : clôture de la session parlementaire de 1832[12].
- 26 avril :
  - loi relative à la concession d’un embranchement sur la ligne de chemin de fer d’Andrézieux à Roanne : pour la première fois, l’État porte à 99 ans la durée de la concession et plafonne les tarifs du concessionnaire[13].
  - ouverture de la session parlementaire de 1833[12].

### Mai
- 5 mai : ordonnance désignant le Mont-Saint-Michel comme lieu d’exercice de la déportation[14].
- 10 mai : à la forteresse de Blaye où elle est incarcérée, la duchesse de Berry accouche d’une fille qu’elle déclare née de son second mari, le comte Hector Lucchesi-Palli[15].
- 14 mai - 5 juin : premier voyage de Chateaubriand à Prague pour plaider la cause de la duchesse de Berry auprès de la famille royale exilée  à Prague[8].
- 17-27 mai : grève dite « des quatre sous » dans les mines de charbon d’Anzin. Le 22 mai, les autorités ont recours aux forces armées et les ouvriers reprennent le travail le 27 mai[16].

### Juin

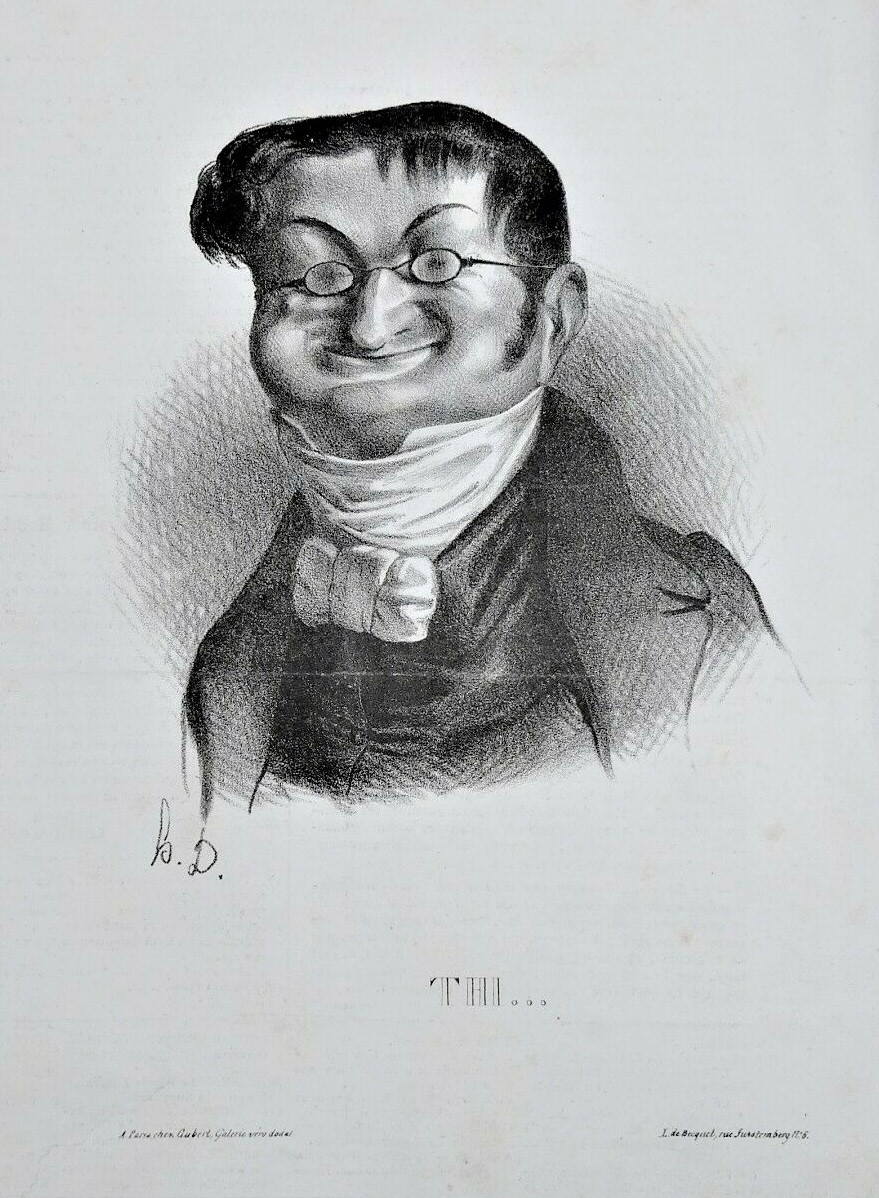
Adolphe Thiers caricaturé par Honoré Daumier. Lithographie publiée dans Le Charivari, 2 juin 1833.

- 8 juin : la duchesse de Berry est embarquée sur l’Agathe pour être transportée de Blaye à Palerme[17].
- 10 juin : loi affectant les réserves de l'amortissement restées sans emploi, grâce à l'élévation constante du 5, du 4 1/2 et du 4 % au-dessus du pair, à l'extinction des découverts du budget[18].
- 20 juin : Thiers est élu à l'Académie française[19].
- 22 juin :
  - loi sur l'organisation des conseils généraux de département et des conseils d'arrondissement, par la voie de l'élection, avec adjonction des capacités portées sur la seconde liste du jury aux possesseurs du cens électoral politique, et fixation d'un minimum pour le nombre des électeurs[3].
  - Rambuteau est nommé préfet de la Seine[20].
  - l'école primaire d'agriculture de Grand-Jouan, près de Nozay, en Loire-Atlantique, crée par Jules Rieffel, reçoit ses premiers élèves[21].
- 26 juin : clôture de la session parlementaire de 1833[3].
- 27 juin : loi ouvrant un crédit de 93 millions pour l’achèvement de certains monuments parisiens (17 millions : Palais Bourbon, Arc de triomphe de l'Étoile, Église de la Madeleine, le Panthéon, le Muséum, l’École royale des Beaux-Arts), pour la construction de canaux (44 millions), l’achèvement de routes royales (17 millions), la construction de routes stratégiques dans l’Ouest (12 millions)[22]. À Paris, Rambuteau, préfet de la Seine (1833-1848), va réaliser de nombreux travaux d'embellissement et d’assainissement de la capitale : percement de la rue qui porte son nom, achèvement de l’arc de triomphe, éclairage au gaz. La loi consacre 500 000 francs pour des études sur les chemins de fer et autorise l'émission de 5 millions de rentes à 5 %, en prononçant l'annulation d'une même quantité de rentes sur celles qui avaient été rachetées par l'amortissement. Cette émission doit produire 93 240 000 francs[23].

- 28 juin : loi Guizot sur l’enseignement primaire : création d’un enseignement primaire public (chaque département doit entretenir une école normale d’instituteurs, chaque commune doit entretenir une école primaire, soit en en créant, soit en en subventionnant une), liberté de l’enseignement primaire. « L’instruction primaire comprend nécessairement l’instruction morale et religieuse, la lecture, l’écriture, les éléments de la langue française et du calcul, le système légal des poids et mesures[3],[25]. »

### Juillet
- 7 juillet : loi sur l’expropriation pour cause d’utilité publique. Loi importante qui simplifie la procédure tout en rassurant les propriétaires en attribuant la fixation des indemnités à un jury de propriétaire. Elle facilite le développement du chemin de fer et les grands travaux d‘urbanisme du XIXe siècle[3]. Cette loi est modifiée et complétée par une autre loi du 3 mai 1841.
- 18 juillet : circulaire de François Guizot aux instituteurs de France pour l'application de la loi sur l'enseignement primaire[3].
- 28 juillet : la statue de Napoléon est rétablie sur la Colonne Vendôme[26].
- 29 juillet : Louis-Philippe pose la première pierre du Pont Louis-Philippe à Paris, dont la construction est concédé le 13 août aux frères Seguin. Le pont suspendu est ouvert à le 26 juillet 1834[27].

### Août

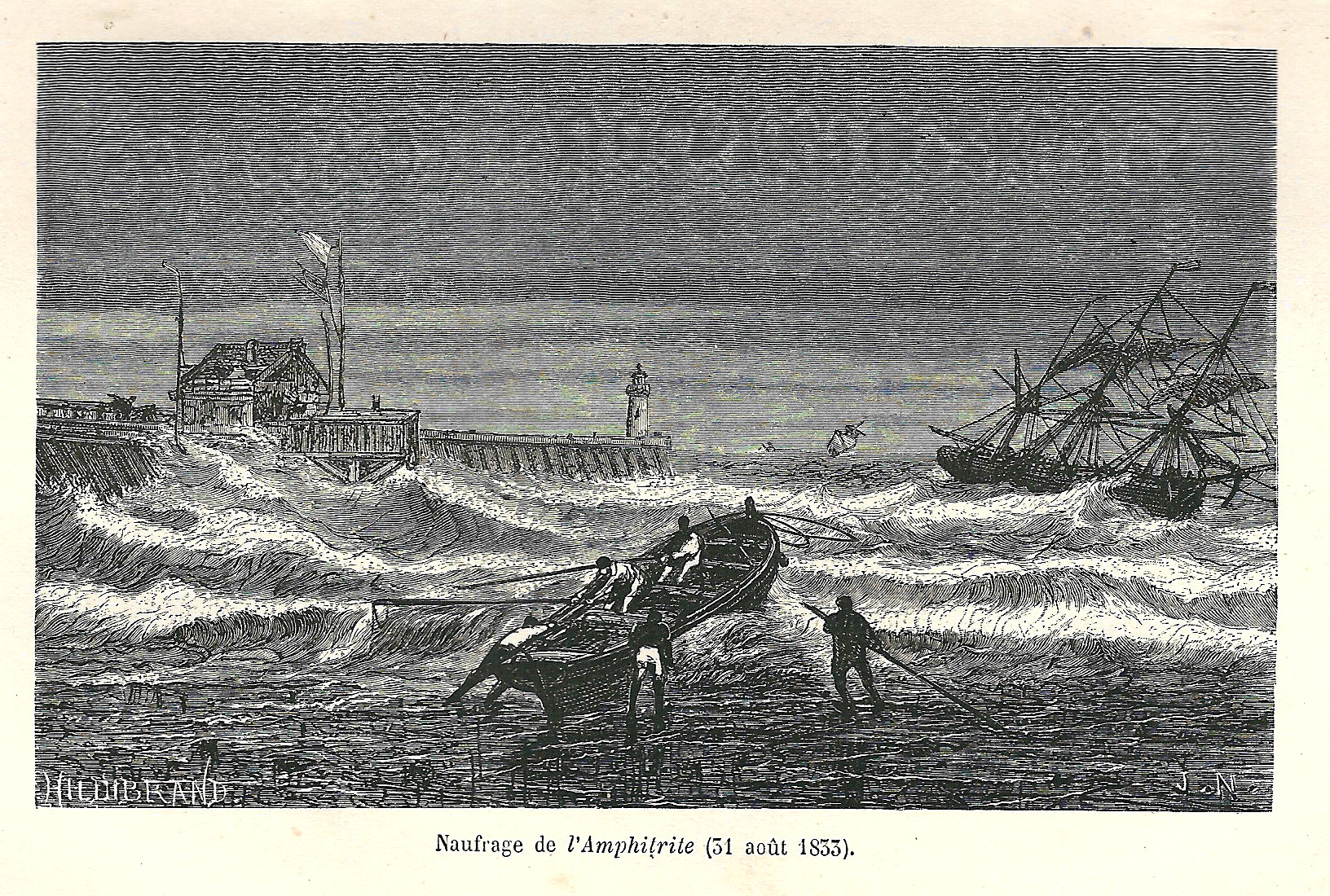
31 août : naufrage du bateau britannique lAmphitrite sur la côte de Boulogne-sur-Mer. Il transporte 108 femmes condamnées à la déportation en Australie, 12 enfants et 13 hommes d'équipage (133 morts, 3 survivants).

- 3 août-7 septembre : Tocqueville voyage en Angleterre. De Cherbourg via Guernesey, il débarque à Southampton d'où il gagne Londres (10-24 août). Il y rencontre l'économiste Nassau Senior, qui restera son ami et avec lequel il entretient une importante correspondance. II rend visite dans le sud agricole de l'Angleterre à lord Radnor (1er-4 septembre), un aristocrate libéral[10]. Au passage, Tocqueville visite Oxford, le château de Warwick et les ruines de Kenilworth. À son retour de Londres, Tocqueville s'installe à Paris rue de Verneuil pour rédiger De la démocratie en Amérique.
- 24 août : ordonnance portant règlement sur le service de télégraphie, relative au télégraphe optique, dont le service est attribué au ministère de l'Intérieur[3].
- 26 août - 12 septembre : voyage officiel de Louis-Philippe Ier en Normandie : Évreux, Lisieux, Falaise, Grandville, Saint-Lô, Cherbourg, Bayeux, Caen, Rouen, Louviers, Le Havre[3].

### Septembre
- 1er septembre : Le Populaire, journal hebdomadaire fondé par Étienne Cabet. Il parait jusqu'au 8 octobre 1835. Un second Populaire, parait de 1841 à 1851[29].
- 3 septembre- 6 octobre  : Chateaubriand quitte Paris pour Venise (10-17 septembre), puis Prague, en mission pour la duchesse de Berry. Il joue les bons offices entre Charles X et sa belle-fille la duchesse de Berry[8].
- 29 septembre : à Prague, célébration de la majorité du duc de Bordeaux, qui vient d’avoir 14 ans[30].
- 29 septembre - 2 octobre : un corps expéditionnaire envoyé de France débarque à Bougie sous les ordres du général Trézel[31].

### Octobre
- 3 octobre : Decazeville est séparée de la commune d'Aubin[32].
- 11 octobre : la cour donne tort au préfet de police Gisquet attaqué en justice par le Populaire et ses crieurs publics pour arrestations illégales[33].
- 17 octobre : Charles Nodier est élu à l'Académie française en remplacement de Jean-Louis Laya[34].
- 22 octobre : La Tribune des départements publie un manifeste de la Société des droits de l'homme, qui prône l'instauration d'une république jacobine et sociale[3].

### Novembre
- 11 novembre : création de la Société d’encouragement pour l’amélioration des races de chevaux en France, à l'origine du Jockey Club de Paris créé en juin 1834[3].

### Décembre

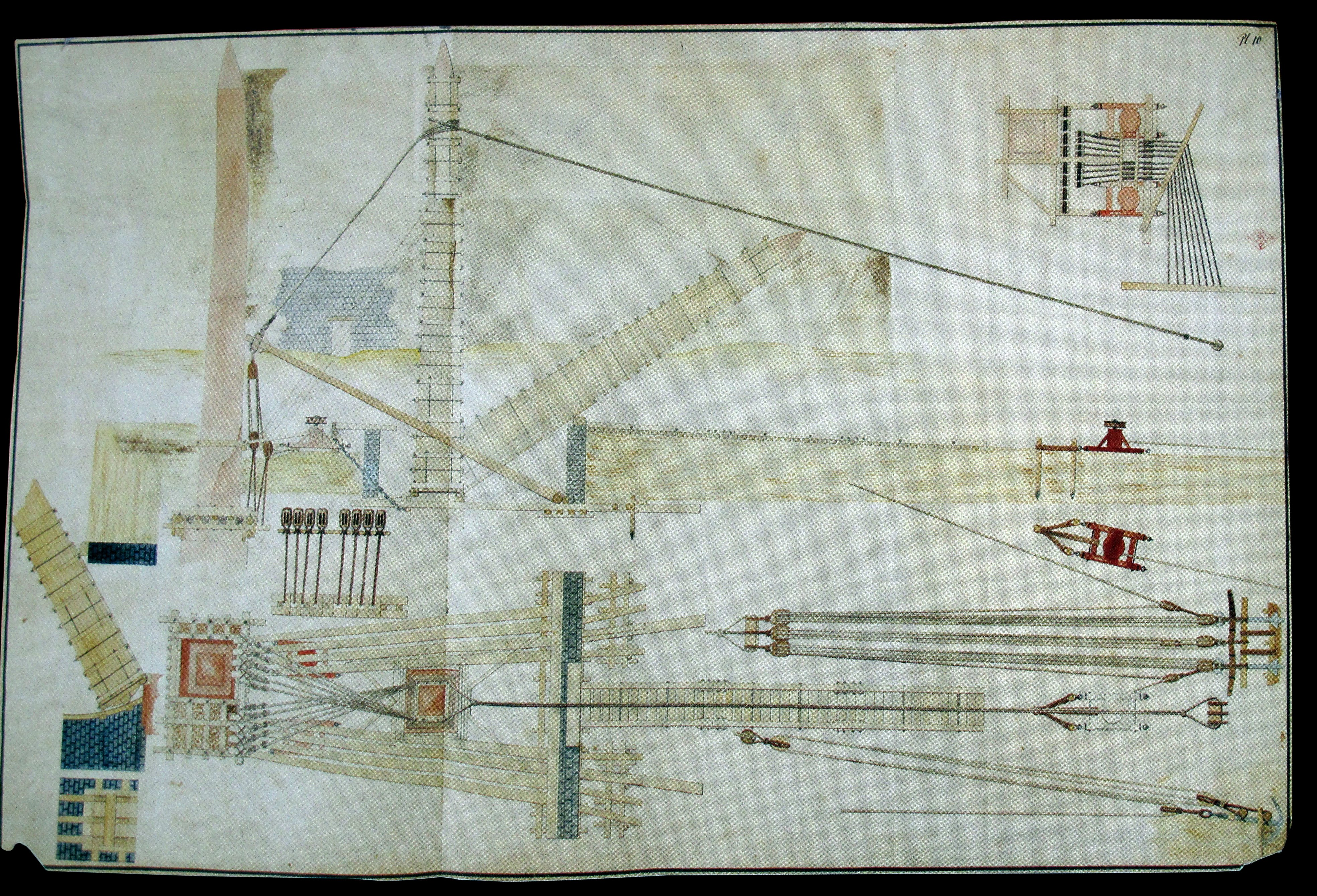
Appareil employé pour charger l'obélisque de Louqsor, lithographie. A. Lebas, ingénieur de la Marine

- 10 décembre : ordonnance sur les haras[3].
- 11-22 décembre: procès des Vingt-Sept (dont Raspail) de la « Société des droits de l'homme ». Ils sont acquittés[35].
- 23 décembre :
  - arrivée d'Égypte de l'obélisque de Louxor, amené à Paris par le baron Taylor. Il est érigé par l'ingénieur Lebas sur la place de la Concorde le 25 octobre 1836[36].
  - ouverture de la session parlementaire de 1834[3].

## Naissances en 1833
- 6 mars : Henri Rieunier, amiral et homme politique français.
- 19 mars : Auguste Allongé, peintre et dessinateur français († 4 juillet 1898).
- 23 avril : Antoine Vollon, peintre français († 27 août 1900).
- 28 mai : Félix Bracquemond, peintre, graveur et décorateur d'objets d'art français († 27 octobre 1914).
- 30 juillet : Ernest Michel, peintre français († 28 mai 1902).
- 8 octobre : André Theuriet, poète, romancier et auteur dramatique français († 23 avril 1907).

## Décès en 1833
- 9 janvier : Adrien-Marie Legendre, mathématicien.
- 6 février : Pierre André Latreille, entomologiste français (° 1762).
- 11 mars : Mme Guizot, Elisa Dillon, deux mois après la naissance de son fils Guillaume.
- 26 mars : [[:Modèle:{{{1}}}|{{{{{1}}}}}]] Cavrois, Louis-Joseph
- 10 mai : François Andrieux : homme de loi et académicien français
- 25 mai : Joseph-Marie Flouest, peintre et sculpteur français (° 7 décembre 1747).
- 20 juin : Nicolas-Noël Boutet, arquebusier, directeur-artiste de la Manufacture de Versailles.
- 5 juillet : Joseph Nicéphore Niépce, graveur et inventeur français de la photographie.
- 6 juillet : Pierre-Narcisse Guérin, peintre français (° 13 mai 1774).
- 11 septembre : Félix Auvray, peintre, écrivain et caricaturiste français (° 31 mars 1800).
- 21 octobre : Pierre Chapt de Rastignac (Paris, 7 juillet 1769 – La Bachellerie (Dordogne), 21 octobre 1833), militaire et homme politique français des XVIIIe et XIXe siècles.
- 25 octobre : Félix Louis L'Herminier, pharmacien et naturaliste français (° 1779).